# Ordine del coraggio (Abcasia)
L'Ordine del coraggio è un'onorificenza dell'Abcasia.

## Storia
L'Ordine è stato istituito nel 2007.

## Assegnazione
L'Ordine è assegnato al personale militare per il speciale coraggio, la dedizione e altre servizi, indicati nello svolgimento del servizio militare, nonché i dipendenti del Ministero dell'interno.